# SKNFA Superliga 2025
La SKNFA Premier League 2024-25 es la competición de fútbol más importante en San Cristóbal y Nieves en la temporada 2025. El campeón defensor es el St Paul's United quien se coronó en la temporada 2024.

## Sistema de disputa
El formato consta de diez equipos que juegan dos veces contra cada rival para que en total cada equipo juegue 18 partidos. Los primeros 4 lugares de la tabla clasifican al Super Four donde cada clasificado juega una vez contra cada rival para determinar a los dos finalistas que se eligen por la posición en la tabla del Super Four. La final se juega a tres partidos sin empates donde es campeón el que gane dos de los tres encuentros. El campeón tiene la posibilidad para jugar en el CFU Club Shield.
El campeón de la SKNFA Premier League juega contra el campeón de la SKNFA FA Cup para determinar al campeón de la SKNFA President's Cup que consagra al mejor equipo en el país en 2025.

## Intercambio de plazas
Descienden los últimos dos equipos situados en la tabla y el tercero peor situado se enfrenta en un playoff por el descenso contra el tercero mejor situado de la tabla en la SKNFA Primera División. 
| Pos | Equipo                               |
| --- | ------------------------------------ |
| 8°  | Newtown United FC (Perdedor playoff) |
| 9°  | Garden Hotspurs FC                   |
| 10° | Trafalgar Southstars                 |

| Pos | Equipo                          |
| --- | ------------------------------- |
| 1°  | Security Forces United          |
| 2°  | Sandy Point FC                  |
| 3°  | Mantab United (Ganador playoff) |

## Equipos participantes
| Equipo                 | Ciudad              | Estadio     |
| ---------------------- | ------------------- | ----------- |
| Bath United            | Charlestown (Nevis) | Warner Park |
| Cayon Rockets          | Cayon               | Warner Park |
| Conaree FC             | Basseterre          | Warner Park |
| Mantab United          | Basseterre          | Warner Park |
| Old Road Jets          | Basseterre          | Warner Park |
| Sandy Point FC         | Basseterre          | Warner Park |
| Security Forces United | Basseterre          | Warner Park |
| St. Paul's United      | Basseterre          | Warner Park |
| St. Peters             | Basseterre          | Warner Park |
| Village Superstars     | Champsville         | Warner Park |

## Sedes
Todos los equipos han disputado los partidos de la SKNFA Premier League en el Warner Park, ubicado en Basseterre. También se ha usado el Nevis Athletic Stadium, ubicado en Charlestown, Nieves para los encuentros del Bath United, que es el único equipo en la liga originario de la isla.
| Estadio                        | Ubicación     |
| ------------------------------ | ------------- |
| Warner Park                    | Basseterre    |
| Nevis Athletic Stadium         | Charlestown   |
| Samuel-Williams Sports Complex | Old Road Town |

## Tabla General
| Pos. | Equipo                        | Pts. | PJ | G  | E | P  | GF | GC | Dif. | Clasificación                          |
| ---- | ----------------------------- | ---- | -- | -- | - | -- | -- | -- | ---- | -------------------------------------- |
| 1    | Village Superstars (C)        | 44   | 18 | 14 | 2 | 2  | 65 | 14 | +51  | Super Four                             |
| 2    | St Paul's United (C)          | 39   | 18 | 12 | 3 | 3  | 51 | 14 | +37  | Super Four                             |
| 3    | Conaree FC (C)                | 37   | 18 | 12 | 1 | 5  | 45 | 20 | +25  | Super Four                             |
| 4    | Cayon Rockets (C)             | 36   | 18 | 11 | 3 | 4  | 37 | 13 | +24  | Super Four                             |
| 5    | St Peters                     | 34   | 18 | 11 | 1 | 6  | 39 | 20 | +19  |                                        |
| 6    | Old Road Jets                 | 27   | 18 | 7  | 6 | 5  | 39 | 15 | +24  |                                        |
| 7    | Bath United FC                | 17   | 18 | 5  | 2 | 11 | 30 | 44 | −14  |                                        |
| 8    | Sandy Point FC                | 14   | 18 | 4  | 2 | 12 | 24 | 41 | −17  |                                        |
| 9    | Mantab United (D)             | 11   | 18 | 3  | 2 | 13 | 20 | 73 | −53  | Descenso a SKNFA Primera División 2026 |
| 10   | Security Forces United FC (D) | 0    | 18 | 0  | 0 | 18 | 2  | 98 | −96  | Descenso a SKNFA Primera División 2026 |

Actualizado a los partidos jugados el 20 de agosto de 2025.
 Fuente: 
(D): Descendido
(C): Clasificado al Super Four

## Goleadores
| Pos | Nombre              | Equipo             | Goles |
| --- | ------------------- | ------------------ | ----- |
| 1   | Keithroy Freeman    | St Paul's United   | 19    |
| 2   | Kimaree Rogers      | Village Superstars | 16    |
| 3   | G'Vaune Amory       | Village Superstars | 14    |
| 4   | De'quan Hamilton    | United Old Road    | 12    |
| 5   | Kalonji Clarke      | St Paul's United   | 11    |
| 6   | Sylvester Alexander | Mantab United      | 10    |
| 7   | Vinceroy Nelson     | Cayon FC           | 10    |
| 8   | Mervin Lewis        | Cayon FC           | 10    |
| 9   | Rocco Browne        | Bath United        | 9     |
| 10  | Errol O'Loughlin    | Conaree FC         | 9     |

Actualizada al 20 de agosto de 2025

## SKNFA Primera División 2025
| Pos. | Equipo                            | Pts. | PJ | G  | E | P  | GF | GC  | Dif. | Clasificación                  |
| ---- | --------------------------------- | ---- | -- | -- | - | -- | -- | --- | ---- | ------------------------------ |
| 1    | Dieppe Bay Eagles (C) (A)         | 46   | 18 | 15 | 1 | 2  | 60 | 18  | +42  | Ascenso a SKNFA Superliga 2026 |
| 2    | Newtown United FC (A)             | 44   | 18 | 14 | 2 | 2  | 91 | 7   | +84  | Ascenso a SKNFA Superliga 2026 |
| 3    | Garden Hotspurs FC                | 43   | 18 | 14 | 1 | 3  | 75 | 16  | +59  |                                |
| 4    | Trafalgar Southstars              | 37   | 18 | 12 | 1 | 5  | 82 | 16  | +66  |                                |
| 5    | Saddlers United                   | 34   | 18 | 11 | 1 | 6  | 52 | 27  | +25  |                                |
| 6    | Molineaux FC                      | 22   | 18 | 6  | 4 | 8  | 38 | 25  | +13  |                                |
| 7    | Rivers of Living Water FC         | 14   | 18 | 4  | 2 | 12 | 24 | 77  | −53  |                                |
| 8    | Trinity/Challengers United        | 11   | 18 | 3  | 2 | 13 | 26 | 100 | −74  |                                |
| 9    | Conaree Fireball International FC | 7    | 18 | 2  | 1 | 15 | 11 | 88  | −77  |                                |
| 10   | Lodge Patriots FC                 | 4    | 18 | 1  | 1 | 16 | 11 | 96  | −85  |                                |

Actualizado a los partidos jugados el 29 de julio de 2025.
 Fuente: 
(C): Campeón
(A): Ascendido